# Nerea Eizagirre
Nerea Eizagirre Lasa (Tolosa, Guipúzcoa, 4 de enero de 2000) es una futbolista española. Juega en la posición de centrocampista en la Real Sociedad en la Primera División Femenina de España.

## Trayectoria

### Inicios en el fútbol
Nerea empezó a jugar al fútbol desde muy temprana edad. Sus primeros pasos como futbolista fueron en el equipo de su localidad, el Tolosa CF. Es en este equipo donde Nerea comienza a destacar como una de las futbolistas con mayor proyección de todo Euskadi. De ahí, en la temporada 2014-15, da el salto al Añorga KKE, donde intercambia actuaciones con el equipo cadete y el segundo equipo absoluto. Su crecimiento no se detuvo en ningún momento y es por eso que, un año después, debuta con el primer equipo del Añorga KKE en la Segunda División. Durante esta temporada, además es seleccionada para formar parte de unos entrenamientos con la selección española sub-17.
Después de su gran año en la segunda división, la Real Sociedad anuncia el fichaje de la tolosarra en el verano del 2016.

### Real Sociedad
Fichada en el verano de 2016, la primera temporada de Nerea en la Real Sociedad fue la 2016-17. La confianza depositada en la joven media punta fue máxima desde el primer día, ya que en la primera jornada de competición, Nerea debuta en Primera División saliendo desde el banquillo y disputando 12 minutos. A lo largo de esa temporada y, pese a tener tan sólo 16 años, la guipuzcoana participa en 17 jornadas de liga y en un partido de Copa de la Reina. 
Su importancia en el equipo fue creciendo y, en la siguiente temporada, en la 17-18, ya disputa 27 partidos, de los cuales 25 son de Liga y dos de Copa. En esta temporada, además de asentarse en el equipo con 10 titularidades en liga, consigue anotar su primer gol como jugadora txuri-urdin en un encuentro frente al Real Betis.
Sus responsabilidades como jugadora crecían acorde a su crecimiento como deportista. La siguiente temporada, la 18-19, fue la de su clara consolidación en el club. Pese a jugar los mismos partidos que en la temporada anterior (27), sus cifras ascendieron hasta los 5 goles y 3 asistencias en el campeonato liguero. El gran hito del año para Nerea fue la consecución de la Copa de la Reina, en la que tuvo un papel clave ya que disputó cuatro partidos en la competición, entre los que se encuentra una gran participación en la final: 86 minutos sobre el campo y una histórica victoria por 1-2 frente al Atlético de Madrid.
La temporada 19-20 fue más complicada para Nerea. Pese a mantenerse como una de las jugadoras con más participación en su equipo, la tolosarra tan sólo pudo anotar un gol en los 20 partidos de liga que disputó. Además, en la Copa de la Reina, el equipo perdió en los penaltis frente al Madrid CFF después de un partido que terminó 0-0.
El salto al estrellato lo pegó en la temporada 20-21. Pese a ya estar considerada como una de las futbolistas con más talento de la Primera División, Nerea dio un paso adelante en lo que se refiere a sus cifras de goles y asistencias. En total, 34 partidos de liga en los que consiguió un total de 13 goles y 4 asistencias, lo que suponía sus mejores cifras en estas categorías hasta la fecha. Durante esta temporada, además, llegó a los 100 partidos con la Real Sociedad en un encuentro frente al Granadilla con apenas 20 años. Un hito histórico en la Real Sociedad.
En la temporada 21-22 Nerea continúa con la dinámica positiva y el nivel que alcanzó durante el año anterior y está en proyección de mejorar todas sus cifras.

### Carrera internacional
Como internacional, Nerea dio sus primeros pasos muy joven cuando en 2015 es llamada para participar en las jornadas de entrenamiento de la selección española sub-17. Desde este momento, se mantiene como una de las fijas en las convocatorias de las categorías inferiores del combinado nacional. Con la sub-17, Nerea disputa varios torneos como es el caso del Torneo Amistoso de la UEFA 2016 que consigue ganar, el Campeonato Europeo U17, el Mundial de Jordania o el Europeo de 2017.
Sus mejores momentos con la selección española hasta el momento llegan de mano de la selección sub-19, con la que, en 2018, consigue hacerse con su primer gran título al ganar el Campeonato Europeo Femenino Sub-19. 
Con el equipo absoluto debutó en competición oficial el 23 de octubre de 2020 en un encuentro de clasificación para la Eurocopa 2022. La tolosarra entró al campo en el minuto 58 en un partido en el que España consiguió ganar a Dinamarca por 4-0. Desde entonces, y siempre que las lesiones la hayan respetado, se ha mantenido como una de las fijas en las convocatorias de la selección española de manos de Jorge Vilda.

## Clubes
| Club          | País   | Año         |
| ------------- | ------ | ----------- |
| Tolosa C.F    | España | 2012 - 2014 |
| Añorga KKE    | España | 2014 - 2016 |
| Real Sociedad | España | 2016 - act. |

## Palmarés

### Campeonatos nacionales
| Título           | Club          | País   | Año       |
| ---------------- | ------------- | ------ | --------- |
| Copa de la Reina | Real Sociedad | España | 2018-2019 |

### Campeonatos internacionales
| Título                             | Selección           | País   | Año  |
| ---------------------------------- | ------------------- | ------ | ---- |
| Campeonato Europeo Femenino Sub-19 | Selección de España | España | 2018 |

## Premios y reconocimientos
- Nerea Eizagirre fue homenajeada por sus compañeras de equipo y la Real Sociedad tras la conquista del Campeonato Europeo Femenino Sub-19 de la UEFA.[11][12][13]